# Xã Felix, Quận Grundy, Iowa
Xã Felix (tiếng Anh: Felix Township) là một xã thuộc quận Grundy, tiểu bang Iowa, Hoa Kỳ. Năm 2010, dân số của xã này là 223 người.